# Hardin County, Kentucky
Hardin County är ett administrativt område i delstaten Kentucky, USA, med 105 543 invånare. Den administrativa huvudorten (county seat) är Elizabethtown. Den amerikanska presidenten Abraham Lincoln föddes år 1809 i det som då var Hardin County, nu en del av LaRue County i nuvarande Hodgenville.

## Geografi
Enligt United States Census Bureau har countyt en total area på 1 631 km². 1 626 km² av den arean är land och 5 km² är vatten. 

### Angränsande countyn
- Jefferson County & Bullitt County - nordost
- Nelson County - öst
- LaRue County - sydost
- Hart County - syd
- Grayson County - sydväst
- Breckinridge County - väst
- Meade County - nordväst
- Harrison County, Indiana - nord